# Adrian Păunescu
Adrian Păunescu (Copăceni, 20 luglio 1943 – Bucarest, 5 novembre 2010) è stato uno scrittore, pubblicista e poeta romeno.

## Biografia
Conosciuto soprattutto come poeta, debuttò nel 1960 e divenne uno degli autori romeni contemporanei più prolifici, fu anche organizzatore del "Cenaclului Flacăra", un cenacolo cultural-musicale che si teneva periodicamente negli anni tra il 1973 e il 1985 nelle grandi città della Romania, dove gli artisti promossi dal poeta presentavano opere musicali e letterarie davanti a un pubblico numeroso. Nel quadro del cenacolo, Păunescu incoraggiò la cultura di massa che stava a cuore al pubblico giovane, nonostante le numerose sanzioni ricevute dal potere comunista; fu lui a inventare le frasi "la generazione dei jeans" e "la musica giovane" per descrivere i giovani spettatori amanti di uno stile anticonformista e le sonorità folk e rock. Păunescu iniziò la sua attività editoriale nel 1973, anno in cui subentrò alla direzione della rivista "Flacăra". Diventato scomodo per il regime, venne destituito nel luglio del 1985. 
Il pretesto immediato fu lo scandalo provocato dai disordini al concerto del "Cenaclului Flacăra" a Ploiești nel giugno del 1985. Benché Păunescu fosse noto per le critiche rivolte al potere (vedi, per esempio, il poema "Analfabeții”, pubblicato nel 1980 in "Flacăra"), dopo la caduta del comunismo non gli fu permesso il ritorno alla direzione della rivista "Flacăra", a causa delle lodi che, al tempo del regime, pronunciò per Nicolae Ceaușescu; per questo motivo, nell'autunno dell'anno 1990, fondò la rivista "Totuși iubirea". In qualità di pubblicista ha gestito per un breve periodo, nel 1999, il giornale "Sportul românesc".
Indiscutibilmente, l'orientamento politico di Păunescu è sempre stato di sinistra. Il suo rapporto con il potere comunista può essere considerato ambiguo, poiché Păunescu non si manifestava come un critico radicale del sistema o dell'ideologia. La sua critica si orientò piuttosto sugli scostamenti del potere politico e sulle carenze economiche. Dopo il 1989, Păunescu non rinnegò l'ideologia socialista, entrando rapidamente nel Partito Socialista del Lavoro creato da Ilie Verdeț.

## Famiglia ed educazione
Sebbene sia nato in "Basarabia" (oggi Repubblica di Moldavia), Păunescu ha trascorso la maggior parte della sua giovinezza a Bârca, nel Distretto di Dolj. Ha frequentato il Collegio Nazionale Carol I a Craiova e nel 1960, la Scuola Centrale di Bucarest, fu compagno di classe dell'attrice Silvia Năstase. Il padre di Păunescu, un membro del Partito Nazionale Liberale, fu condannato a 15 anni di carcere per "attività anti-comuniste" dal regime stalinista del dopo 1945, per questo motivo Păunescu ha dovuto aspettare tre anni prima di potersi iscrivere all'università. Păunescu ha studiato filologia all'Università di Bucarest.

## Attività

### Scrittore
Ha debuttato come autore letterario nell'anno 1960. Autore di più di cinquanta libri, di cui la maggior parte sono volumi composti in versi, stampati in un'edizione che ha fatto record di oltre un milione di esemplari venduti. Molte delle sue poesie sono state rese conosciute attraverso l'implementazione dei versi su una base musicale di compositori folk e rock; esistono situazioni nelle quali Păunescu ha collaborato direttamente con i musicisti, soprattutto nel quadro del Cenaclului Flacăra.
Il suo talento poetico è stato apprezzato da molti critici letterari di rilievo. Șerban Cioculescu ha detto che Adrian Păunescu è il più grande poeta sociale dopo Tudor Arghezi, mentre Eugen Simion lo considera "l'ultimo grande poeta sociale romeno".

### Nel CenacoloFlacăra
- 17 settembre 1973 stabilisce il Cenacolo Flacăra (fiamma), un vero e proprio fenomeno di massa, con il quale sostiene, fino alla sua abolizione (16 giugno 1985), 1 615 manifestanti musicisti e poeti, davanti a più di 6 milioni di spettatori.
- Sulla scena del Cenacolo Flacăra, vengono promosse le più famose personalità della musica giovane romena, rappresentanti poetici ed altri artisti.
- Nel 1982 esce il triplo album di dischi LP, Cenaclul Flacăra în concert, e nel 1983, è stata realizzata, senza che vi fosse la possibilità di comprendere più firme, la pellicola da 70 minuti Cenaclul Flacăra - Te salut, generație în blugi (Cenacolo Fiamma-Ti saluto, generazione in jeans), vietata immediatamente dalle autorità dell'epoca.
- In seguito ad alcuni problemi verificatisi a un concerto del Cenacolo Flacăra a Ploiești, l'attività del cenacolo viene vietata fino al 1990. Gli imprevisti furono determinati dalle condizioni meteo (tempesta), che causarono un black out allo stadio Petrolul, e dal fatto che alcuni partecipanti approfittarono di questa occasione per creare una mischia, che sembra aver fatto alcune vittime. In quel momento l'incidente fu messo a tacere dalle autorità comuniste.
- Nel 7 maggio 1990 stabilisce il Cenacolo Totuși iubirea(Eppure l'amore), sul palco dello Stadio di Drobeta Turnu-Severin, sotto l'impulso del giornalista Dumitru Vișan e del calciatore Ilie Balaci. In più di dieci anni di attività, il nuovo cenacolo sostiene concerti di successo, in Romania ed all'estero, in particolare a Chișinău. Una parte dell'attività di eccezione del Cenacolo Totuși iubirea si ritrova nella serie di casette audio e video prodotte dalla Fondazione Iubirea, tra il 1995 ed il 1999.

### Giornalista e personalità televisiva
Nell'anno 1970 Păunescu è diventato una figura importante tra i mass-media romeni. Il Cenacolo Flacăra e le riviste sotto la sua direzione hanno esercitato un'attrazione indiscutibile sui giovani e sulla vita pubblica della Romania grazie alla combinazione di idee di sinistra ispirate dagli occidentali e dal nazionalismo. Numerosi musicisti del genere rock e folk che venivano considerati "sovversivi" dalle autorità comuniste, sono stati lanciati o promossi da Păunescu attraverso recensioni o attraverso la loro introduzione nel Cenacolo Flacăra.
- 1977-1981, per idea di Dumitru Popescu, realizza per la Televisione Romena un ciclo di spettacoli di scoperta e sfruttamento del potenziale creativo del patrimonio culturale nazionale (Antena vă aparține, „Antena Cântării României”, „Gala Antenelor”, „Descoperirea României”, „Redescoperirea României”, ecc.)
- Dal 1992 partecipa, in qualità di invitato, a programmi in tema politico e culturale, per Televiziunea Româna 1(il canale più clamoroso, essendo stato realizzato da Mihai Tatulici, nel 17 luglio 1992 e TVR 2 (Le serate musicali di Iosif Sava, Ceaiul de la ora 5 Il the delle cinque, di Marinei Almășan), TV Antena 1 (incluso Milionarii de la miezul nopții I milionari della mezzanotte, realizzato da Marius Tucă ed il programma Printre rândur,Tra le file, di Radu Herjeu), Tele 7 abc, Pro TV, Tv Sigma, Super Nova București, Tele +, Cinemar Baia Mare, TV-Valcea, TV-Deva, TerraSat Craiova, Dags TV Petroșani, TV Slobozia, TV Bacău, TV Lugoj, Terra Sat Reșița, Cony Sat Tulcea ed altri canali televisivi locali a  Radio România, Radio 21, Radio 2M+, Radio Total, Radio Blue Jeans Slobozia, Europa Liberă etc.
- 27 maggio 1998 - realizza il Duplexul București-Chișinau, per  TVR 2.
- 21 maggio 1998 - 2 aprile 1999 - realizza per il canale Televiziunea Națională Antena 1, il programma settimanale di cultura, civilizzazione, eventi e performance Schimbul de noapte - Pariul pe insomnie, Cambio di notte- scommessa sull'insonnia, (dialoghi con personalità importanti, concerti di musica di tutti i generi, lanci e rilanci di talenti della musica, della letteratura, delle scienze, della sanità e del teatro, esposizioni di pittura, fotografia e scultura, rubriche di cultura economica, mitologia e lingua romena attuale, servizi sull'attualità, altru rubriche di cultura, dialogo e civiltà. Dal 9 aprile 1999, il programma cambia nome, diventa O șansă pentru fiecare, Una possibilità per ciascuno (viene mandato in onda il venerdì, 12 edizioni, fino al 25 giugno 1999) mentre dal 25 luglio 1999 fino al 14 dicembre 1999, quando ha luogo l'ultima edizione, il programma viene trasmesso la domenica in seconda serata dopo il programma "Meciul meciurilor", facente parte del complesso di programmi "O noapte cu Adrian Paunescu”-Una notte con Adrian Paunescu.

### Carriera Politica
Il rapporto di Păunescu con il regime dittatoriale di Nicolae Ceaușescu è generalmente considerato ambiguo, egli infatti passa dalla scrittura di poemi di adulazione a critiche pubbliche dirette, questo cambiamento si può notare nei testi scritti dopo il 1989.
Tra il 1966 ed il 1968 è stato segretario dell'organizzazione Unione dei Giovani Comunisti e dell'Unione degli scrittori della Romania, mentre dall'agosto del 1968 è diventato membro del Partito Comunista Romeno.
Dopo la Rivoluzione rumena del 1989, si è ritirato per un breve periodo dalla vita politica, ma dal 1992 ha preso parte al Partito Socialista del Lavoro (di orientamento socialista, ispirato ulteriormente dal Partito Socialdemocratico), del quale Păunescu diventa vicepresidente nel 1993, successivamente primo vicepresidente e portavoce nel 1994; durante la legislatura del 1992-1996 acquisisce il titolo di senatore del Distretto di Dolj. 
Come senatore, acquisisce il ruolo di presidente della Commissione senatoriale della cultura, dell'arte e dei mass-media, e del Gruppo Parlamentare "Partida Națională”. È stato membro della delegazione parlamentare romena del Consiglio d'Europa di Strasburgo, ed in questa qualità partecipa come osservatore europeo alle elezioni parlamentari del 1994 della Moldavia e della Repubblica di Croazia del 1995.
Nel 1994 viene eletto vicepresidente del Gruppo Politico di Sinistra Unita. 
Nel febbraio del 1996 è stato designato candidato del Partito Socialista del Lavoro alle elezioni presidenziali del 1996, alle quali ha ottenuto solamente il 0,69% dei voti, perdendo le elezioni al primo turno.
Dal 1998, Păunescu diventa membro dell'attuale Partito Socialdemocratico. Come membro del PSD, viene eletto nuovamente senatore del Distretto di Dolj, per la legislatura del 2000-2004. Durante questo periodo, assume la carica, già ricoperta in passato, di Presidente della Commissione del Senato per la Cultura, l'Arte ed i Mass-media. Inoltre è stato membro della Commissione Interparlamentare Bucarest-Chișinău, come anche dei gruppi parlamentari che avevano rapporti di amicizia con la Repubblica Popolare Cinese, la Turchia ed il Portogallo.
Durante la legislatura del 2004-2008, è stato senatore del Distretto di Hunedoara.

### Affiliazioni
- Presidente della Fondazione "Iubirea"
- Presidente della Fondazione "Constantin"

### Opere pubblicate
- Ultrasentimente (1965, poesie, debutto editoriale)
- Mieii primi (1966, poesie)
- Fântâna somnambulă (1968, poesie)
- Cărțile poștale ale morții (1970, prosa fantasy)
- Aventurile extraordinare ale lui Hap și Pap (1970, letteratura per bambini, con illustrazioni di Constanța Buzea, la sua prima moglie)
- Viață de excepții (1971, antologia di poesie)
- Sub semnul întrebării (1971, interviste)
- Istoria unei secunde (1971, poesie, tre edizioni la prima venne censurata)
- Lumea ca altă lume (1973, pubblicistica)
- Repetabila povară (1974, poesie)
- Pământul deocamdată (1976, poesie, due edizioni)
- Poezii de până azi (1978, antologia di poesie, record mondiale di stampe per il genere, 155.000 esemplari, della collezione BPT, con una prefazione di Eugen Barbu ed una di Șerban Cioculescu)
- Sub semnul întrebării (1979, edizione revisionata ed arricchita, interviste)
- Manifest pentru sănătatea pământului (1980, poesie)
- Iubiți-vă pe tunuri (1981, poesie)
- De la Bârca la Viena și înapoi (1981, reportage, diario, con illustrazioni di Andrei Păunescu)
- Rezervația de zimbri (1982, poesie, con illustrazioni di Ioana Păunescu)
- Totuși iubirea (1983, antologia di poesie)
- Manifest pentru mileniul trei - volumul 1 (1984, antologie de poezii)
- Manifest pentru mileniul trei - volumul 2 (1986, antologia di poesie, che contiene un capitolo di poemi inediti ed uno di riferimenti critici)
- Locuri comune (1986, poesie)
- Viața mea e un roman(1987, poesie)
- Într-adevăr (1988, poesie, illustrate da Andrei Paunescu)
- Sunt un om liber (1989, poesie. Questo libro venne ritirato dal metcato, nel settembre 1989, nonostante cioè le copie ricomparvero sulle mensole delle librerie quasi subito, nel 1990.
- Poezii cenzurate (1990, poesie, con illustrazioni di Andrei Păunescu, due edizioni)
- Româniada (1993-1994, poesie, Trilogia căruntă)
- Bieți lampagii (1993-1994, poesie, Trilogia căruntă)
- Noaptea marii beții (1993-1994, poesie, Trilogia căruntă)
- Front fără învingători (1995, poesie)
- Infracțiunea de a fi (1996, poesie, con una prefazione ed una bibliografia di Andrei Păunescu)
- Tragedia națională (1997, poesie, riferimenti critici di Constantin Noica)
- Deromânizarea României (1998, poesie, testi introduttivi di Nichita Stănescu, Fănuș Neagu e Grigore Vieru)
- Cartea Cărților de Poezie (1999, edizione integrale delle poesie comparse nel volume dell'antologia Cărților de Poezie, ed inoltre un capitolo di versi inediti. Il libro comprende inoltre tutti i libri di versi pubblicati da Adrian Păunescu, dal debutto del 1965 fino al 1999. Per quanto è stato possibile, l'autore ha ricostruito ed ha offerto le vere varianti delle sue poesie, delle quali, in alcuni casi, per colpa delle censure, ha pubblicato, con titoli o versi cambiati)
- Meserie mizarabilă, sufletul (2000, poesie)
- Măștile însîngerate (2001, prose)
- Nemuritor la zidul morții (2001, poesie)
- Până la capăt (2002, poesie, 3 edizioni)
- Liber să sufăr (2003, poesie, 3 edizioni)
- Din doi în doi (2003, poesie)
- Eminamente (2003, poesie, 2 edizioni)
- Cartea Cărților de Poezie (2003, edizione rivisitata, arricchita ed attualizzata)
- Întoarcerea pe Atlantida (2003, tradotta in serbo da Adam Puslojici și Radomir Andri, antologia di poesie)
- Logica avalanșei (2005, poesie,ciclo Zi de zi)
- Antiprimăvara (2005, poesie, ciclo Zi de zi)
- Muguri pe ruguri (2005, poesie, ciclo Zi de zi)
- Ninsoarea de adio (2005, poesie, ciclo Zi de zi)
- Încă viu (2005/2008, poesie, ciclo Zi de zi)
- Un om pe niște scări (2006, poesie, ciclo Zi de zi)
- De mamă și de foaie verde (2006, poesie, ciclo Zi de zi)
- Copaci fără pădure (2006, poesie, ciclo Zi de zi)
- Lehamite (2006, poesie, ciclo Zi de zi)
- Doamne, ocrotește-i pe români! (2006, antologia di poesie 1968-1990)
- Suntem pe mâna unor nebuni (2006/2008, poesie, ciclo Zi de zi)
- Vagabonzi pe plaiul mioritic (2007, poesie, ciclo Zi de zi)
- Rugă pentru părinți (2007-2008, antologia di poesie)
- Generația '60 - Nichita Stănescu, Marin Sorescu, Ioan Alexandru (2007, tesi di dottorato)
- Libertatea de unică folosință (2007, poesie, ciclo Zi de zi)
- Poezia patriotică în luptă cu homunculii (2009, studi critici)
- Vinovat de iubire (2010, romanzo)
- Ultima noapte pe Atlantida. Poezii vechi și noi (2010)

## Riferimenti critici

### Aurel Martin
La critica letteraria ha riconosciuto la "struttura nobile" delle creazioni di Păunescu già dal suo debutto avvenuto nel 1965, con Ultrasentimente, un volume che, come certifica Aurel Martin, «non può che essere stato scritto da un poeta di innegabile talento, dotato della grazia di trasfiguare la realtà quotidiana e, in un certo senso, di demistificarla, stabilendo (come fanno gli artisti autentici) nuove relazioni tra gli eventi o tra l'uomo ed il mondo che lo circonda, restaurando, se è il caso, i vecchi significati e riempiendo con il suo io onnipresente gli spazi dell'Universo. >>(MarP, 245). 
Il paradosso sulla purezza della coppia dell'Eden è espresso in versi dalle linee tese e aggraziate, di grande originalità: 

(«Geneza»)

Il matrimonio del suo eroe lirico, attraverso il "tunnel del tempo", riverbera la "famiglia profonda" della storia dei suoi avi, nello spirito del forte culto locale legato alla coppia:
(«Ezitarea»)

### Eugen Simion (1966)
La rivolta del significante contro il significato, o del significato contro il significante nelle poesie di Adrian Păunescu è segnalata dal critico Eugen Simion proprio dal bouquet degli Ultrasentimenti: «...per Adrian Păunescu le cose, come le parole, sono troppo strette. Egli cresce rapidamente e la veste della logica normale resta troppo piccola per il suo corpo immaginario. L'energia interiore, condensata, è sul punto di far saltare in aria la struttura degli Ultrasentimenti. Tuttavia, i poemi resistono e, alla fine, il poeta trasmette un imperioso messaggio alla sua generazione: Alzati in piedi, saluta, Generazione / ho scritto questo libro che adoro.»(SSra, I, 247).

### Mircea Tomuș (1966)
Commentando Mieii primi (1966), Mircea Tomuș nota una «regione calma» nella creazione di Păunescu risalente al periodo dell'eruzione lirica della generazione resurrezionale, con versi che «non forzano l'originalità con mezzi violenti, ma si accontentano solamente della modesta mansione di esprimere un contenuto lirico, in linea con molti altri compagni; qui l'autore è sensibile e comunicativo, la predisposizione per la diversione delle immagini nel grottesco o per un particolare verso dalla sfumatura satirica, proveniente senza dubbio da un concetto originale, non è esagerata o sopra al limite del lirisimo; al contrario, si serve di essa per evidenziare, senza ostentazione, per contrastare», seguono alcuni versi:

(«Mieii Primi»)
Questi versi si potrebbero definire intraducibili, in quanto il testo non è altro che un'allegoria sulla situazione della società ai tempi di Păunescu , di conseguenza ci sono numerose interpretazioni. Mircea Tomuș prosegue definendo questi versi «un'oasi tranquilla di sensibilità e lirismo compresa in una poesia che risulta nel complesso frenetica, sconvolta da una grande tempesta» (TCar, 111 sq.); il critico nota inoltre una «predisposizione verso i simboli » da parte di Păunescu, ed afferma «non siamo scioccati dal grado di assurdità di alcune relazioni, nonostante per la logica ordinaria non sia una cosa normale dichiarare che viviamo dentro un uccello» (TCar, 112; segue il verso a cui egli fa riferimento:

### Eugen Simion (1968)
Eugen Simion vede nell'opera Fântâna somnambulă (La fontana sonnambula) „la fine” del păuneschiano «lirismo esoterico, ermetico– di imagismo torrenziale -, appassionato e orgoglioso», ma anche l'aspirazione del rispettivo lirismo «dell'assunzione della totalità », oppure «una mitologia lirica basata su un abile gioco di contrasti » (SSra, I, 247 / 252).